# Ps (Unix)
При повечето Unix-подобни операционни системи ps е програма, която показва таблица на текущите процеси стартирани на машината. Командата ps е аналог на командата tasklist на Microsoft Windows.

## Опции
Опциите на ps са много противоречиви на различните операционни системи: поради исторически конфликти BSD производните не приемат стандартните Unix и POSIX норми. Например, за да получим пълен списък с процесите под Unix, използваме ps -ef, а под BSD – ps -aux.

## Примери
ps може да бъде използвана и с канали:
```
user@host:~$ ps -ef |grep getty
root      3811     1  0 Nov17 tty1     00:00:00 /sbin/getty 38400 tty1
root      3812     1  0 Nov17 tty2     00:00:00 /sbin/getty 38400 tty2
root      3813     1  0 Nov17 tty3     00:00:00 /sbin/getty 38400 tty3
root      3814     1  0 Nov17 tty4     00:00:00 /sbin/getty 38400 tty4
root      3815     1  0 Nov17 tty5     00:00:00 /sbin/getty 38400 tty5
root      3816     1  0 Nov17 tty6     00:00:00 /sbin/getty 38400 tty6
user  21389 21285  0 12:13 pts/0    00:00:00 grep getty

```